# Олексіївка (Жмеринський район)
Олексі́ївка — село в Україні, у Станіславчицькій сільській громаді Жмеринського району Вінницької області.

## Населення

### Мова
Розподіл населення за рідною мовою за даними перепису 2001 року:
| Мова       | Кількість | Відсоток |
| ---------- | --------- | -------- |
| українська | 336       | 97.11%   |
| російська  | 10        | 2.89%    |
| Усього     | 346       | 100%     |

## Пам'ятка природи
На околиці села розташована ботанічна пам'ятка природи місцевого значення Парк «Сосновий бір»

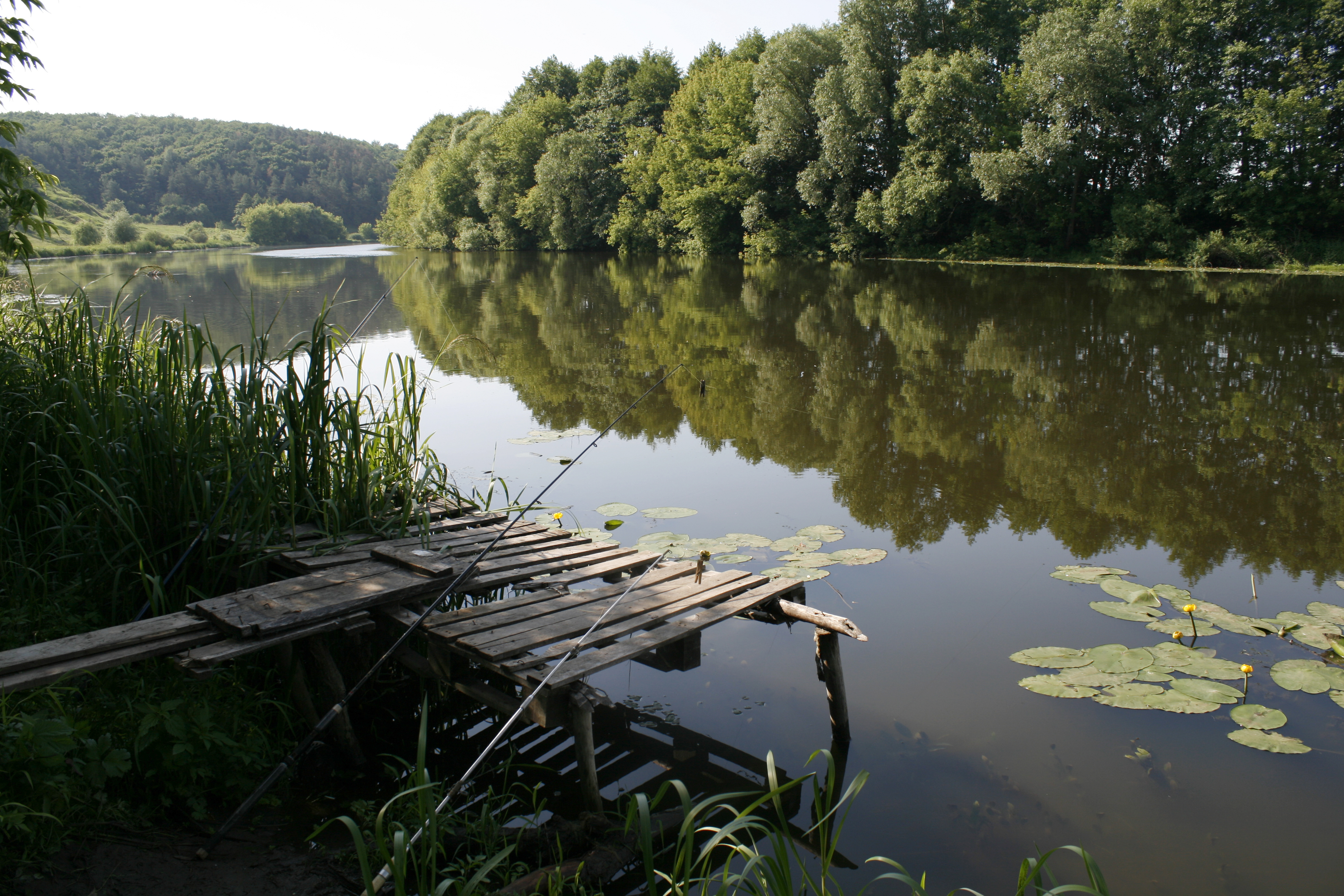
Парк „Сосновий бір“